# Waterpolo als Jocs Olímpics d'estiu de 1952
Als Jocs Olímpics d'Estiu de 1952 celebrats a la ciutat de Hèlsinki es va disputar una prova de waterpolo en categoria masculina. La competició va desenvolupar-se entre els dies 25 de juliol i 2 d'agost de 1952.

## Comitès participants
Hi participaren un total de 191 waterpolistes de 21 comitès nacionals diferents:
| - Alemanya (9) - Argentina (7) - Austràlia (7) - Àustria (10) - Bèlgica (10) - Brasil (10) - Egipte (10) | - Espanya (8) - Estats Units (10) - Hongria (13) - Índia (10) - Itàlia (11) - Iugoslàvia (9) - Mèxic (7) | - Països Baixos (7) - Portugal (10) - Regne Unit (9) - Romania (8) - Suècia (8) - Sud-àfrica (8) - Unió Soviètica (10) |

## Resum de medalles
| Prova     | Or | Argent | Bronze |
| Waterpolo | Hongria Róbert Antal · Antal Bolvári · Dezső Fábián · Dezső Gyarmati · István Hasznos · László Jeney · György Kárpáti · Dezső Lemhényi · Kálmán Markovits · Miklós Martin · Károly Szittya · István Szivós · György Vizvári | Iugoslàvia Veljko Bakašun · Marko Brainović · Vladimir Ivković · Zdravko Ježić · Zdravko-Ćiro Kovačić · Ivo Kurtini · Lovro Radonjić · Ivo Štakula · Boško Vuksanović | Itàlia Gildo Arena · Lucio Ceccarini · Renato De Sanzuane · Raffaello Gambino · Salvatore Gionta · Maurizio Mannelli · Geminio Ognio · Carlo Peretti · Enzo Polito · Cesare Rubini · Renato Traiola |

## Medaller
| Posició | País       | Or | Argent | Bronze | Total |
| 1       | Hongria    | 1  | 0      | 0      | 1     |
| 2       | Iugoslàvia | 0  | 1      | 0      | 1     |
| 3       | Itàlia     | 0  | 0      | 1      | 1     |